# 西日图诺尔
西日图诺尔是位于中国内蒙古自治区通辽市扎鲁特旗道老杜苏木东部的一个湖泊。其具体位置约为东经121°31′，北纬44°25′。湖面海拔180.5米，面积约2平方公里，沉积物为芒硝和碱。西日图诺尔在蒙古语中解释为桌子。